# همرفت جوی
همرفت جوی یا همرفت اتمسفری (انگلیسی: Atmospheric convection) بر اثر ناپایداری بسته هوا و محیط یا اختلاف دمای لایه‌های هوا در جو زمین پدید می‌آید. تفاوت در آهنگ کاهش در توده‌های هوای خشک و مرطوب منجر به ناپایداری هوا می‌شود. اختلاط هوا در طول روز با گسترش و افزایش ارتفاع لایه مرزی سیاره‌ای، منجر به افزایش باد، تشکیل ابر کومه‌ای و کاهش نقطه شبنم سطحی می‌شود. همرفت مرطوب باعث ایجاد و گسترش توفان تندری می‌شود که اغلب مسئول آب و هوای شدید در سراسر جهان است. تهدیدهای ویژه ناشی از توفان تندری شامل تگرگ، فروپُکش و پیچند است.